# Janelee Chaparro
Janelee Marcus Chaparro Colón (sinh ngày 12 tháng 9 năm 1991 tại Barceloneta), được biết đến với tên chuyên nghiệp là Janelee Chaparro, là một người mẫu và nữ hoàng sắc đẹp người Puerto Rico đại diện cho Puerto Rico tại Hoa hậu Thế giới 2012 và lọt vào Top 30. Sau đó, cô tiếp tục tham gia Hoa hậu Hòa bình Quốc tế 2013. Tại đây, cô đã trở thành người chiến thắng đầu tiên trong lịch sử của cuộc thi.

## Cuộc sống cá nhân
Chaparro được sinh ra ở Barceloneta, Puerto Rico bởi cha và mẹ là Sonia Colón và Sergio Chaparro, cả hai đều là mục sư. 

## Tham gia cuộc thi

### Hoa hậu Thế giới Puerto Rico 2011
Chaparro đã tham dự cuộc thi Hoa hậu Thế giới Puerto Rico 2011, đại diện cho Barceloneta, nơi cô đã giành danh hiệu Á hậu 1 sau Amanda Vilanova của San Juan. 
Vào ngày 26 tháng 4 năm 2012, Janelee đã được bổ nhiệm làm Hoa hậu Thế giới Puerto Rico 2012 trong một cuộc họp báo vì không có cuộc thi nào được tổ chức vào năm đó.

### Hoa hậu Thế giới 2012
Chaparro đại diện cho Puerto Rico tại Hoa hậu Thế giới 2012, được tổ chức tại Ordos, Trung Quốc vào ngày 18 tháng 8 năm 2012 và dừng chân ở Top 30. 

### Hoa hậu Hòa bình Quốc tế 2013
Janelee đại diện cho Puerto Rico tại cuộc thi Hoa hậu Hòa bình Quốc tế vào ngày 19 tháng 11 năm 2013, nơi cô trở thành người chiến thắng đầu tiên trong lịch sử của cuộc thi. Trong thời kỳ đương nhiệm của mình, cô đã đi đến Myanmar, Campuchia, Malaysia, Nam Sudan, Thái Lan, Puerto Rico, Singapore và Philippines.  